# Greatest Hits, Vol. 1 (альбом Korn)
Greatest Hits Vol.1 — збірка найкращих хітів ню-метал-групи Korn, випущені 5 жовтня 2004 і проданий тиражем понад 1.850.000 копій по всьому світу.

## Про альбом
Greatest Hits Vol.1 останній альбом за участю одного із засновників групи гітариста Браяна «Геда» Велча. Альбом містив добірку найкращих пісень за десятирічну кар'єру групи. Також на диску було два, раніше не виданих, треку. Перший трек кавер-версія пісні Cameo «Word Up!». Другий трек являв собою компіляцію всіх трьох частин «Another Brick in the Wall» і «Goodbye Cruel World» Pink Floyd.
Альбом стартував на четвертому місці в Billboard 200 і досяг статусу платинового диска за версією RIAA.

## Список композицій

### Диск №1
1. «Word Up!» (Cameo) — 2:53
2. «Another Brick in the Wall» (частини 1, 2 и 3) (Pink Floyd) — 7:08
3. «Y'All Want a Single» (альбом Take A Look In The Mirror) — 3:18
4. «Right Now» (альбом Take A Look In The Mirror) — 3:15
5. «Did My Time» (альбом Take A Look In The Mirror) — 4:07
6. «Alone I Break» (альбом Untouchables) — 4:16
7. «Here to Stay» (альбом Untouchables) — 4:32
8. «Trash» (альбом Issues) — 3:27
9. «Somebody Someone» (альбом Issues) — 3:47
10. «Make Me Bad» (альбом Issues) — 3:55
11. «Falling Away from Me» (альбом Issues) — 4:31
12. «Got the Life» (альбом Follow The Leader) — 3:48
13. «Freak on a Leash» (альбом Follow The Leader) — 4:15
14. «Twist» (альбом Life Is Peachy) — 0:50
15. «A.D.I.D.A.S.» (альбом Life Is Peachy) — 2:32
16. «Clown» (альбом Korn) — 4:36
17. «Shoots and Ladders» (альбом Korn) — 5:23
18. «Blind» (альбом Korn) — 4:18
19. «Freak on a Leash» (Dante Ross mix) — 4:45

### Диск №2 (DVD): Live at CBGB's
1. «Right Now»
2. «Here to Stay»
3. «Did My Time»
4. «Got the Life»
5. «Freak on a Leash»
6. «Falling Away from Me»
7. «Blind»

## Чарти
| Чарт (2004)                             | Найвища позиція |
| --------------------------------------- | --------------- |
| Australia (ARIA)                        | 8               |
| Austria (Ö3 Austria Top 40)             | 10              |
| Belgium (Ultratop Flanders)             | 35              |
| Belgium (Ultratop Wallonia)             | 38              |
| Canada (Jam! CANOE)                     | 6               |
| Finland (Suomen virallinen lista)       | 20              |
| Germany (Media Control AG)              | 17              |
| Ireland (IRMA)                          | 43              |
| Netherlands (MegaCharts)                | 60              |
| New Zealand (RIANZ)                     | 3               |
| Norway (VG-lista)                       | 12              |
| Portugal (AFP)                          | 12              |
| Switzerland (Schweizer Hitparade)       | 22              |
| UK Albums (The Official Charts Company) | 22              |
| US Billboard 200                        | 4               |
| US Hard Rock Albums (Billboard)         | 22              |